# Texasville
Texasville è un film del 1990 diretto da Peter Bogdanovich, tratto dall'omonimo romanzo di Larry McMurtry, vincitore del premio Pulitzer e autore anche del precedente L'ultimo spettacolo.

## Trama
Estate 1984: trent'anni dopo il loro amore di teenager (raccontato in L'ultimo spettacolo) Duane e Jacy, tornata dall'Italia dove ha fatto una mediocre carriera di attrice, si ritrovano in paese, ad Anarene, nel mezzo del Texas profondo, alla vigilia delle celebrazioni del centenario della fondazione. 
Duane è diventato ricco con il petrolio ma ha sperperato tutto in una vita familiare dissestata. Ha dodici milioni di dollari di debito, quattro figli, una moglie cui non è fedele e troppe amanti, troppo attempate. Il tutto lo sprofonda in una noia esistenziale che lo spinge a solitarie meditazioni in barca, in compagnia del cane («l'unico che mi vuole bene») e della bottiglia.
È tutto il paese che vive con un ritmo fiacco, un po' disperato e un po' sardonico. Come in altri film di Bogdanovich, il tono di Texasville è tragico ma non serio. Il moralismo esasperato del prete, che si scaglia contro i parrocchiani pervertiti, si specchia nella totale mancanza di moralità di tutti i personaggi:  Karla, la moglie di Duane, sa di essere tradita e lo tradisce senza nasconderlo. Suo figlio Dickie se la spassa con le mogli degli amici dei genitori finché ne ingravida una. Lester, imprenditore come Duane, è altrettanto indebitato e inguaiato con la giustizia. Sonny, l'amico di infanzia, vive nel passato ed è "stanco nella mente", il prezzo del petrolio è caduto a picco e tutti bevono troppo.